# Aileen Wuornos
Aileen Carol Wuornos, nascuda amb el nom de Aileen Carol Pittman (29 febrer 1956 - 9 d'octubre 2002) va ser una  assassina en sèrie nord-americana que va matar set homes a Florida entre 1989 i 1990 disparant-los a boca de canó. Wuornos va afirmar que les seves víctimes l'havien violat o intentat violar-la mentre treballava com a prostituta, i que tots els homicidis els va cometre en defensa pròpia. Va ser condemnada a mort per sis dels assassinats i executada per injecció letal.
La pel·lícula de 2003 Monster narra la història de Wuornos des de la seva infància fins a la seva primera condemna per assassinat. És protagonitzada per Charlize Theron com Wuornos, una actuació que li va valer a Theron el 2004 un Oscar a la millor actriu i un Globus d'Or.